# Nova Prata
Nova Prata – miasto w południowej Brazylii, w stanie Rio Grande do Sul, leżące w regionie Serra Gaúcha. W 2017 roku przybliżona liczba mieszkańców wynosiła 25.559. Zajmuje powierzchnię 258,864 km². Duże skupisko Polonii, około 10%. Siedziba zespołu tańca ludowego „Kalina”.

## Historia

### Pierwsi mieszkańcy
Pierwszymi mieszkańcami terenów, na których dziś leży Nova Prata byli Indianie zwani przez Portugalczyków Coroados. Pierwszy ich kontakt z białym człowiekiem miał miejsce w 1850 roku (Hiszpanie). Zajmowali się głównie wymianą towarów jednakże od czasu do czasu dochodziło do starć pomiędzy Indianami i Hiszpanami.
W końcu Silvério Antônio de Araújo uzyskuje zgodę Indian na budowę pierwszej drogi w kierunku Porto Alegre dzisiejszej stolicy stanu. Po tym wydarzeniu za zgodą zarządców prowincji Rio Grande do Sul zajmuje powierzchnię lądu odpowiadającą niemal dzisiejszej wielkości miasta.
W roku 1865 Fidel Diogo Filho odkupuje od Indian resztę ziem i stawia na nich wraz z rodziną pierwsze domy. Jednakże Indianie orientując się co uzyskali za ziemię (przedmioty o niskiej wartości dla białego człowieka) wszczynają walki, które kończą się zabójstwem rodziny Diogo. Po tym incydencie uciekają w kierunku rzeki Rio Carreiro, gdzie do dziś znajduje się rezerwat, w którym mieszkają potomkowie Indian.

### Kolonizacja

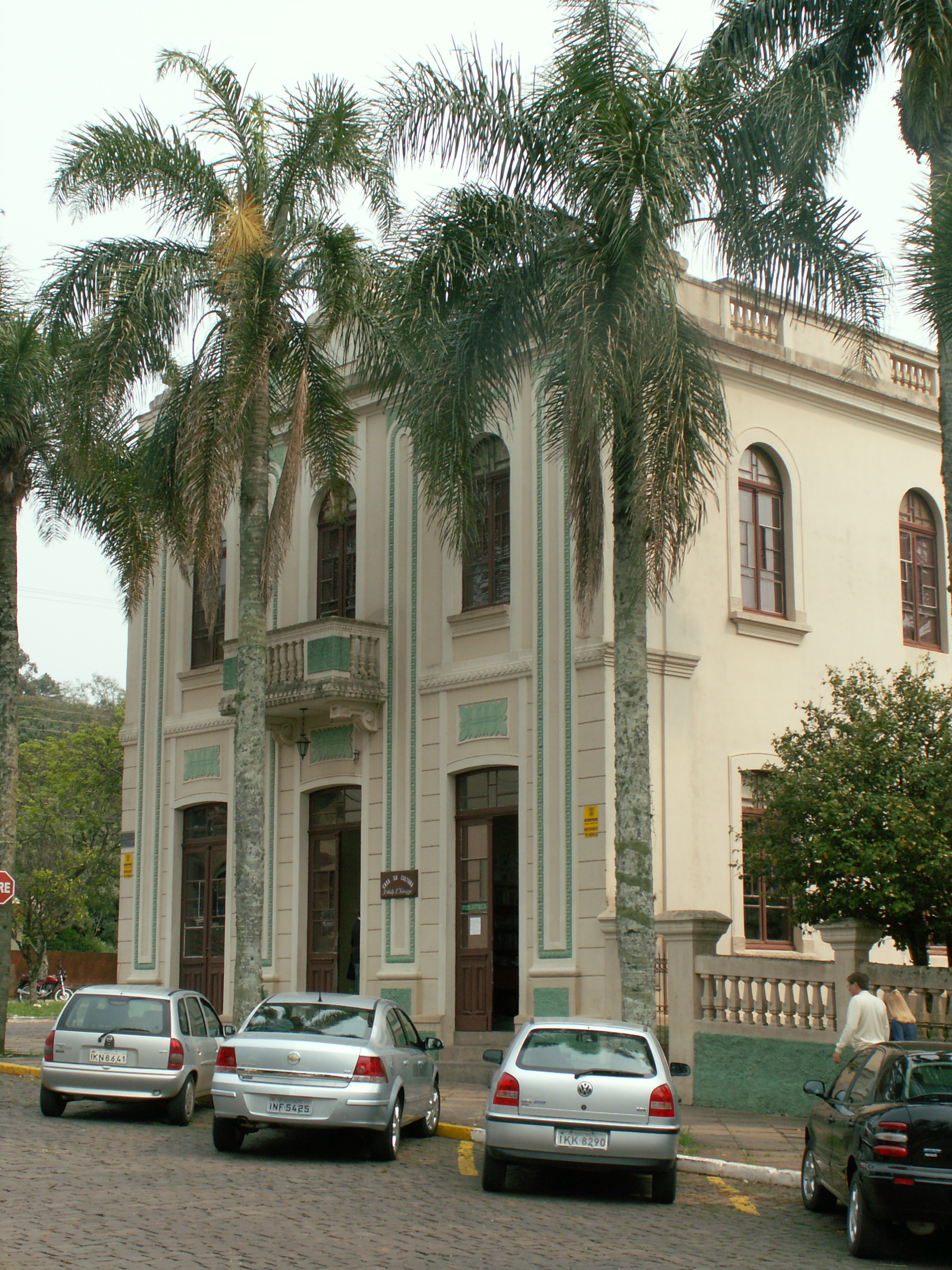
Casa de Cultura

Rok 1865 jest uważany za początek emigracji Portugalczyków. Joaquim Ribeiro i Manuel Joaquim da Silva budują pierwsze domostwa, po czym dołączają do nich kolejne rodziny Martins, Moreiras i Telles.
W roku 1876 zarząd prowincji wysyła inżynierów do budowy drogi pomiędzy miastami Montenegro i Lagoa Vermelha, wtedy to też rozpoczyna się włoska kolonizacja tych terenów.
Około roku 1895 pojawiają się pierwsi emigranci z Polski, początkowo przybywają z miasta Vale do Rio das Antas, a następnie z samej Polski. Początkowo zajmują się produkcją wełny, jednakże problemy z transportem do innych miast nie pozwalają im odnieść sukcesu. W końcu decydują się sprzedać maszyny i kupić ziemię. Stają się wzorowymi rolnikami, jak również osiągają spore sukcesy w wydobyciu bazaltu.

### Początki miasta
Osada rozwija się bardzo szybko i zostaje jej nadana nazwa Capoeiras. W ten właśnie sposób Indianie nazywali roślinność porastającą te tereny.
11 sierpnia 1924 miasto otrzymuje prawa miejskie i nazwę Prata (srebro), jednakże miasto o tej nazwie istnieje już w stanie Minas Gerais, więc Instituto Brasileiro de Geografia e Estatística (brazylijski instytut geografii i statystyki) nadaje mu nazwę Nova Prata.

## Dzielnice
São Cristovão, Santa Cruz, Centro, Sagrada Família, São Pelegrino, São João Batista, Retiro, Basalto, Três Martires, Santa Terezinha, Saúde, São João, São João Bosco,Povoado Colla, Rio Branco, Fazenda da Pratinha, Antena, Santa Catarina, Vila Sabiá, Vila Lenzi.

## Atrakcje turystyczne

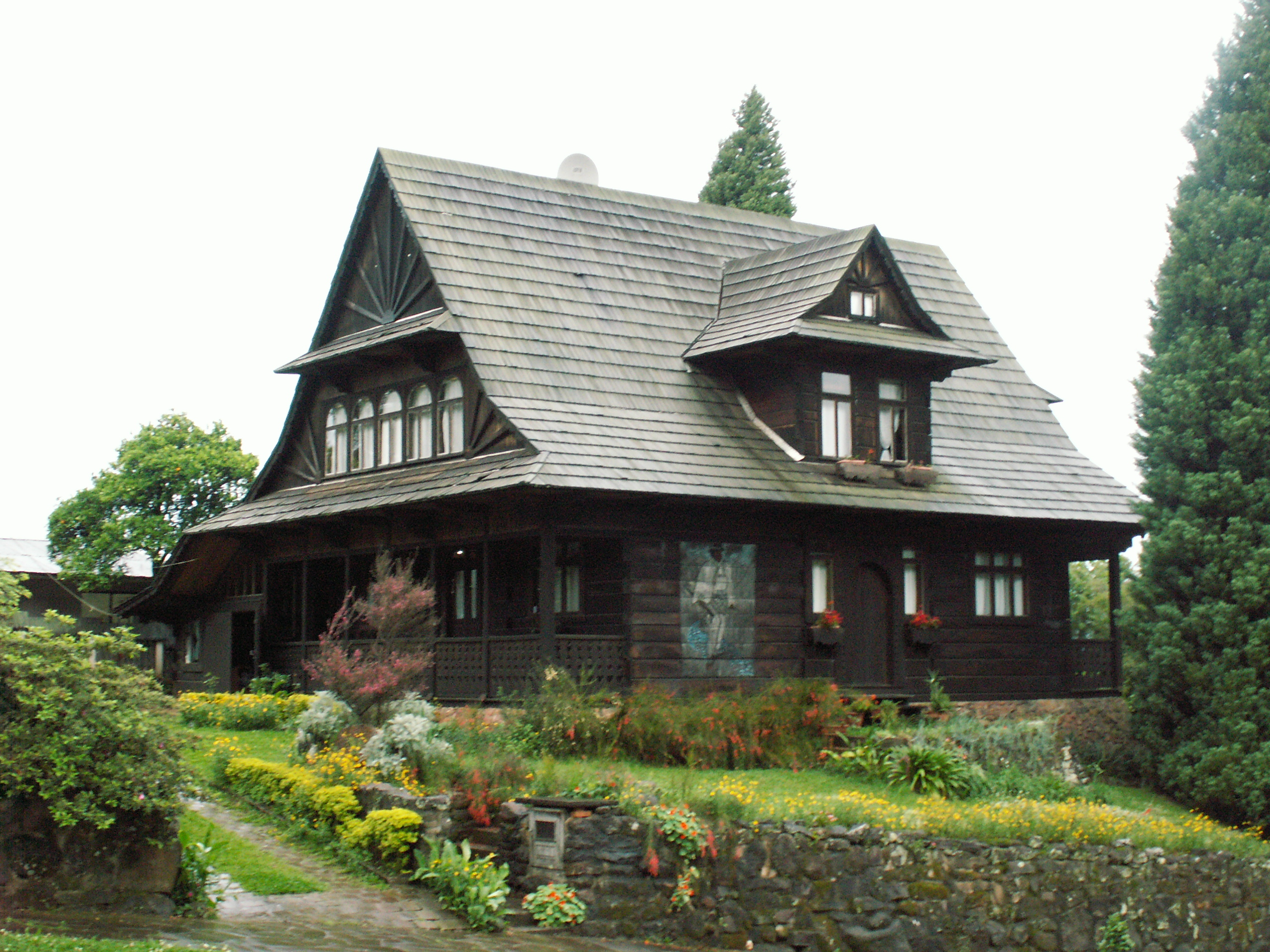
Casa Polonesa

- Casa Polonesa – dom Polski zbudowany 17 lat temu przez polskich emigrantów urodzonych w Brazylii, Wandę i Andrzeja Hamerskich. Dom służy również jako muzeum.
- Igreja Martiz - São João Batista – budowa kościoła rozpoczęła się w roku 1939, został poświęcony 11 maja 1943 roku. Głównym architektem projektu był Senhor Criciano Betamin z Caxias do Sul.
- Museu Municipal Domingos Battistel – budynek muzeum pochodzi z roku 1914, początkowo należał do Domingos Battistel, który to ofiarował swój dom miastu. Muzeum poświęcone jest historii kolonizacji w tym regionie.
- EXtração de Basalto – kopalnia bazaltu
- Praça da Bandeira
- Parque de Águas Termais Caldas de Prata – uzdrowisko ze źródłami termalnymi
- Cascata da Usina
- Igreja de Basalto São Peregrino
- Casa de Cultura – dom kultury
- Monumento do Imigrante
- Horto Florestal

## Demografia
Z ponad 21 000 mieszkańców Novej Praty:
- 65% stanowią emigranci pochodzenia włoskiego
- 10% polskiego
- 5% niemieckiego
- 20% portugalskiego i innego

## Miasta partnerskie
- Noblesville  Stany Zjednoczone
- Cittadella